# Copidocephala melanoptera
Copidocephala melanoptera är en insektsart som beskrevs av Schmidt 1907. Copidocephala melanoptera ingår i släktet Copidocephala och familjen lyktstritar. Inga underarter finns listade i Catalogue of Life.